# 烏德穆爾特自治州

烏德穆爾特自治州（1921年6月至1929年）

烏德穆爾特自治州（俄语：Удмуртская автономная область），1932年1月1日稱為沃特茨克自治州（俄语：Вотская автономная область），是蘇聯俄羅斯蘇維埃聯邦社會主義共和國早期的一個自治州，為今烏德穆爾特共和國的前身。面積30,400平方公里，1926年人口756,300人。首府格拉佐夫，1921年6月以後遷至伊熱夫斯克。1921年時下分五縣，1929年分為21縣。1920年11月4日建州，1934年12月28日升格為自治共和國。